# Björkstyltmal
Björkstyltmal (Caloptilia betulicola) är en fjärilsart som först beskrevs av M. Hering 1928.  Björkstyltmal ingår i släktet Caloptilia och familjen styltmalar.
Artens utbredningsområde är:
- Österrike.
- Belgien.
- Estland.
- Lettland.
- Tjeckien.
- Slovakien.
- Danmark.
- Finland.
- Frankrike.
- Tyskland.
- Irland.
- Italien.
- Nederländerna.
- Norge.
- Polen.
- Sverige.
- Schweiz.

Arten är reproducerande i Sverige. Inga underarter finns listade i Catalogue of Life.

## Bildgalleri

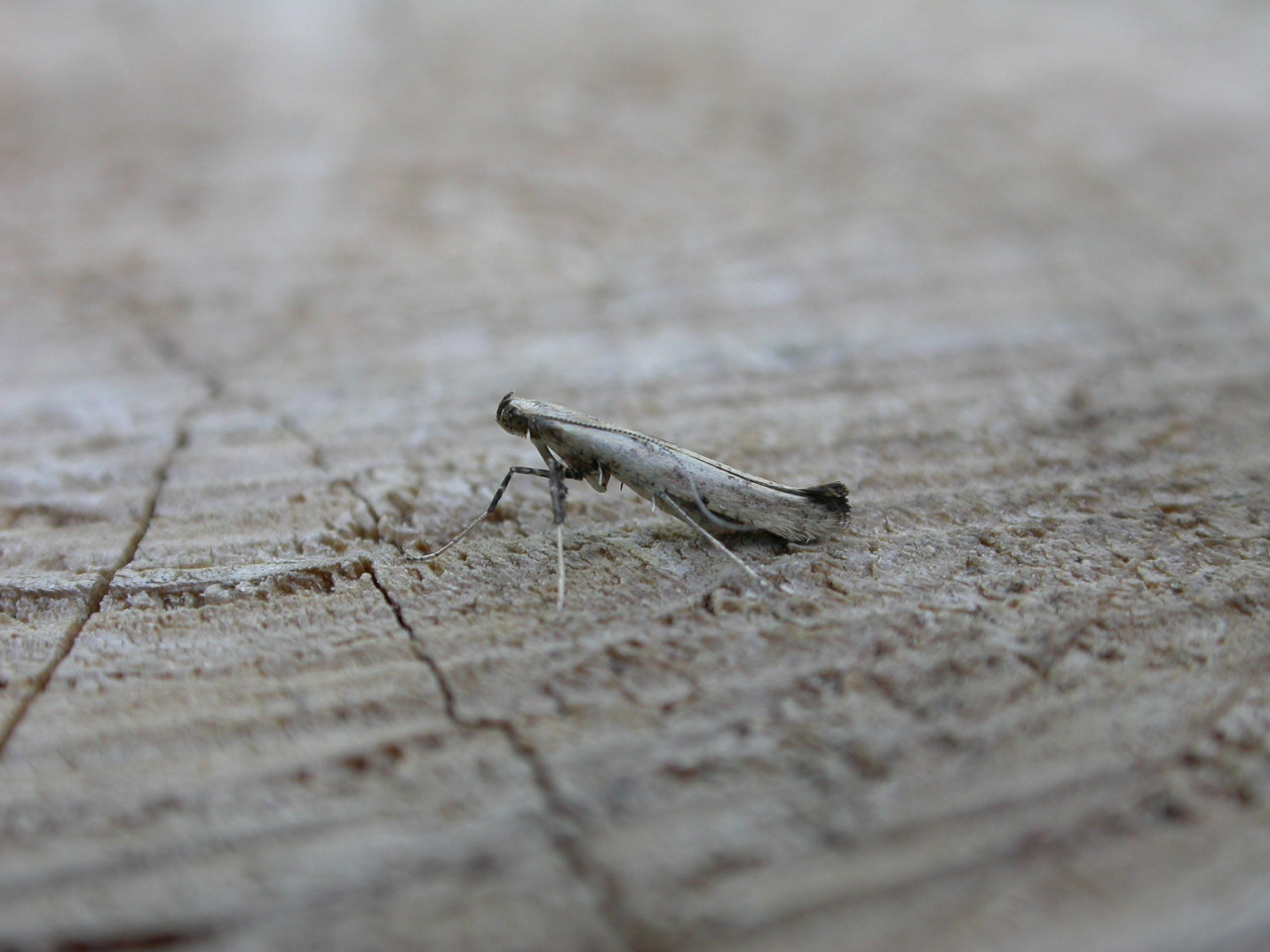
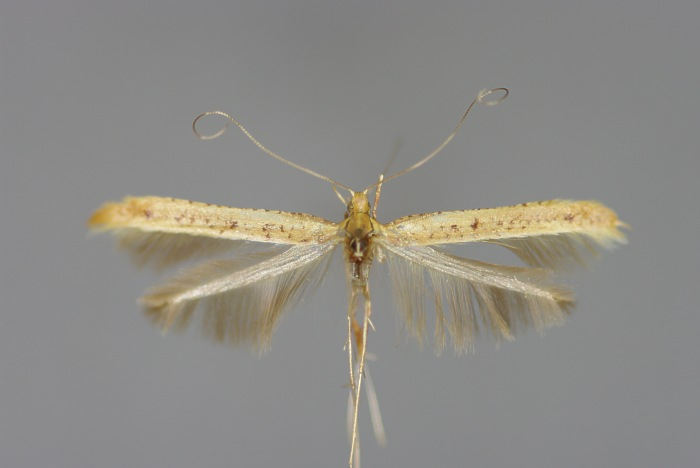